# Vättle och Ale häraders valkrets
Vättle och Ale häraders valkrets var vid riksdagsvalet till andra kammaren 1878 en egen valkrets med ett mandat. Valkretsen, som således omfattade Vättle och Ale härader, uppgick i valet 1881 i den återbildade Vättle, Ale och Kullings domsagas valkrets.

## Riksdagsman
- Sven Andreasson, lmp (1879–1881)